# Metacyclops gracilis
Metacyclops gracilis – gatunek widłonoga z rodziny Cyclopidae. Opisał go w 1853 roku szwedzki zoolog Vilhelm Lilljeborg, nadając mu nazwę Cyclops gracilis.